# Wilson da Silva Chagas
Wilson da Silva Chagas (2 februari 1943) is een Braziliaans voormalig voetballer die als aanvaller voor Telstar speelde.

## Carrière
Wilson speelde in Brazilië voor Meridional Esporte Clube. In de zomer van 1965 kwam hij met landgenoot João Carlos Campos Wisnesky dankzij bemiddeling van zaakwaarnemer José da Gama naar Telstar. In eerste instantie probeerden de spelers een contract te verdienen in Italië, maar de clubs daar mochten geen buitenlandse spelers meer aantrekken. Na een oefenwedstrijd waarin ze goede indruk maakten tegen HFC EDO, kocht Telstar de spelers voor een totaalbedrag van naar verluidt 80.000 gulden. Hiermee was Telstar de eerste profclub in Nederland die Braziliaanse spelers contracteerde, een paar dagen eerder dan Fortuna '54, wat Zezé Gambassi aantrok. In zijn eerste oefenwedstrijd voor Telstar, een 2-2 gelijkspel tegen Rot-Weiss Essen, maakte hij gelijk zijn eerste doelpunt. Ook in een met 2-3 gewonnen oefenwedstrijd tegen De Volewijckers scoorde hij. Waar Carlos een succes bleek bij Telstar, viel Wilson tegen. Hij genoot te veel van het uitgaansleven in Amsterdam en hield meer van muziek dan van voetbal. Hij speelde maar één wedstrijd voor Telstar, een met 1-0 gewonnen thuiswedstrijd tegen FC Twente op 6 februari 1966, de eerste overwinning van Telstar in vier maanden. Aan het einde van het seizoen werd Wilson door Telstar op de transferlijst gezet. Later dook hij op in Schotland, waar hij getrouwd was en saxofonist werd.